# Helmkennzeichnung

Helmkennzeichnung bei der deutschen Feuerwehr (Gruppenführer)

Helmkennzeichnungen werden oft von Behörden und Organisationen mit Sicherheitsaufgaben (BOS) genutzt, um Funktionen, Qualifikationen, Einheiten, Wachnummern oder Dienstgrade übersichtlich anzuzeigen.

## Situation in Deutschland
In Deutschland finden sich Helmkennzeichnungen bei nahezu allen BOS, insbesondere aber bei Angehörigen der Bereitschaftspolizei, der Feuerwehren, des Katastrophenschutzes und der sonstigen Hilfsorganisationen.

### Helmkennzeichnung bei den Feuerwehren

#### Standard in den meisten Bundesländern
Bei den deutschen Feuerwehren finden Helmkennzeichnungen in erster Linie Verwendung, um Qualifikationen eines Feuerwehrangehörigen im Einsatz schnell erkennbar zu machen. Eine Ausnahme bildet Bayern. Die tatsächliche Funktionskennzeichnung, also die Tatsache, ob ein qualifiziertes Feuerwehrmitglied diese Funktion auch gerade ausübt, wird mit Kennzeichnungswesten angezeigt.
Da die Gesetzgebung für den Bereich des Brand- und Katastrophenschutzes in Deutschland in der Gesetzgebungskompetenz der Bundesländer fällt, können dieselben Markierungen am Helm verschiedene Bedeutungen haben.

##### Freiwillige Feuerwehr
| Kennzeichnung | BW | BE | BB | HB | HH                                                          |
| ------------- | --- | --- | --- | --- | ----------------------------------------------------------- |
|               | Gruppenführer                                                                                                  | Staffelführer *                                                                                                  | Gruppenführer | Gruppenführer Ortswehrführer bei Gruppenstärke | Gruppenführer                                               |
|               | Zugführer | Zugführer | Zugführer | Zugführer | stellv. Wehrführer                                          |
|               | Kommandant | Führer von Verbänden                                                                                             | Verbandsführer Leiter einer Feuerwehr | Bereitschaftsführer | Wehrführer Bereichsführer (unter dem Reflektionsstreifen) * |
|               | Kreisbrandmeister                                                                                              | nicht vorhanden                                                                                                  | Kreisbrandmeister Landesbrandmeister | Bereichsführer | Landesbereichsführer                                        |
| Kennzeichnung | HE | MV | NI | NRW | RP ***                                                      |
|               | Gruppenführer                                                                                                  | Gruppenführer stv. Wehrführer / Wehrführer mit Gruppenführerausbildung Fahrzeugführer bei hauptamtlichen Kräften | Gruppenführer (Qualifikation) Beamter im mittleren feuerwehrtechnischen Dienst                                                                            | Gruppenführer (F III oder B III) | Gruppenführer                                               |
|               | Zugführer stv. Wehrführer / Wehrführer mit Zugführerausbildung Wachabteilungsführer bei hauptamtlichen Kräften | Zugführer Gemeindewehrführer                                                                                     | Zugführer (Qualifikation) | Zugführer (F4) Hauptamtliche Kräfte/Berufsfeuerwehr: Hauptbrandmeister mit Amtszulage und abgeschlossener Ausbildung zum hauptamtlichen Gruppenführer | Zugführer Wehrführer                                        |
|               | stv. Gemeinde- / Stadtbrandinspektor Gemeinde- / Stadtbrandinspektor                                           | Führer von Verbänden Wehrführer                                                                                  | Verbandsführer (Qualifikation) Beamter im gehobenen feuerwehrtechnischen Dienst                                                                           | Verbandsführer Leiter der Feuerwehr | Führer von Verbänden Wehrleiter                             |
|               | stv. Leiter einer Feuerwehr Leiter einer Feuerwehr mit mehr als 50.000 Einwohner ohne Berufsfeuerwehr          | Kreis- und Stadtwehrführer                                                                                       | Abschnittsleiter sowie Stellvertreter (Funktion) Kreisbrandmeister sowie Stellvertreter (Funktion) Regierungsbrandmeister sowie Stellvertreter (Funktion) | Bezirksbrandmeister sowie Stellvertreter Kreisbrandmeister sowie Stellvertreter                                                                       | Brand- und Katastrophenschutzinspekteur                     |
| Kennzeichnung | SL | SN | ST | SH | TH                                                          |
|               | Gruppenführer                                                                                                  | Gruppenführer | Gruppenführer | Gruppenführer | Gruppenführer                                               |
|               | Zugführer | Zugführer | Zugführer | Zugführer Wehrführer bis Zugstärke | Zugführer                                                   |
|               | Verbandsführer                                                                                                 | Ortswehrleiter stellv. Ortswehrleiter – unterbrochene Linie                                                      | Ortswehrleiter/Stadtwehrleitung | Führer von Verbänden Wehrführer über Zugstärke Amtswehrführer                                                                                         | Verbandsführer                                              |
|               | Kreisbrandmeister Brandinspektor Landesbrandinspekteur                                                         | Gemeinde- bzw. Stadtwehrleiter stellv. Gemeinde- bzw. Stadtwehrleiter – unterbrochene Linie                      | Kreisbrandmeister | Kreis- und Stadtwehrführer | nicht vorhanden                                             |

##### Berufsfeuerwehr
| Kennzeichnung | BW | BE                                                                    | BB                                                                                           | HB                                                                                          | HH                                                                             |
| ------------- | --- | --------------------------------------------------------------------- | -------------------------------------------------------------------------------------------- | ------------------------------------------------------------------------------------------- | ------------------------------------------------------------------------------ |
|               | Gruppenführer Mittlerer Dienst | Fahrzeugführer (Nicht-Staffelfahrzeug, z. B. DLK)                     | Gruppenführer                                                                                | Gruppenführer                                                                               | Hauptbrandmeister                                                              |
|               | Zugführer Mittlerer Dienst | benannter Staffelführer * des mittleren feuerwehrtechnischen Dienstes | Wachabteilungsleiter                                                                         | Wachabteilungsleiter (Zugführer)                                                            | stellv. Wachabteilungsführer Fahrzeugführer                                    |
|               | Beamter des gehobenen feuerwehrtechnischen Dienstes | Beamte des gehobenen feuerwehrtechnischen Dienstes                    | gehobener feuerwehrtechnischer Dienst                                                        | Einsatzleitdienst (HB) (Beamter des Gehobenen Dienst)                                       | Wachabteilungsführer * Zugführer                                               |
|               | Beamter des höheren feuerwehrtechnischen Dienstes | Beamte des höheren feuerwehrtechnischen Dienstes und Behördenleitung  | höher feuerwehrtechnischer Dienst Landesbranddirektor Wachführer B-Dienst A-Dienst FL-Dienst | Direktionsdienst (HB) (Beamter im Höheren Dienst)                                           |                                                                                |
| Kennzeichnung | HE | MV                                                                    | NI                                                                                           | NRW                                                                                         | RP *****                                                                       |
|               | Fahrzeugführer Gruppenführer | Fahrzeugführer Gruppenführer                                          | keine Angaben                                                                                | Gruppenführer                                                                               | Gruppenführer                                                                  |
|               | Zugführer Wachabteilungsführer | Zugführer Wachabteilungsführer                                        | keine Angaben                                                                                | Hauptbrandmeister mit Amtszulage Beamte mit prüfungsfreiem Aufstieg in die Laufbahngruppe 2 | Zugführer Wachabteilungsführer                                                 |
|               | Angehörige des gehobenen feuerwehrtechnischen Dienstes Kreisbrandmeister | Beamter des gehobenen feuerwehrtechnischen Dienstes                   | keine Angaben                                                                                | Beamter des gehobenen feuerwehrtechnischen Dienstes                                         | Beamter des gehobenen feuerwehrtechnischen Dienstes Wachführer                 |
|               | stv. Kreisbrandinspektor Kreisbrandinspektor + Angehörige des Direktionsdienstes Angehörige des höheren feuerwehrtechnischen Dienstes Angehörige des oberen und obersten Brandschutzaufsichtsdienstes Landesbranddirektor **** | Beamter des höheren feuerwehrtechnischen Dienstes                     | keine Angaben                                                                                | Beamter des höheren feuerwehrtechnischen Dienstes                                           | Beamter des höheren feuerwehrtechnischen Dienstes Leiter einer Berufsfeuerwehr |
| Kennzeichnung | SL | SN                                                                    | ST                                                                                           | SH                                                                                          | TH                                                                             |
|               | Mittlerer feuerwehrtechnischer Dienst mit Führungslehrgang | keine Angaben                                                         | Gruppenführer                                                                                | Gruppenführer Fahrzeugführer                                                                | Gruppenführer                                                                  |
|               | Ausbildung gehobener feuerwehrtechnischer Dienst | keine Angaben                                                         | Zugführer                                                                                    | Zugführer Wachabteilungsführer                                                              | Zugführer                                                                      |
|               | Ausbildung gehobener feuerwehrtechnischer Dienst mit Verbandsführerqualifikation höherer feuerwehrtechnischer Dienst | keine Angaben                                                         | Verbandsführer                                                                               | Wachführer Beamter des gehobenen feuerwehrtechnischen Dienstes                              | Verbandsführer gehobener feuerwehrtechnischer Dienst                           |
|               | Amtsleitung | keine Angaben                                                         | keine Angaben                                                                                | Leiter der Feuerwehr Beamter des höheren feuerwehrtechnischen Dienstes                      | höherer feuerwehrtechnischer Dienst                                            |

Des Weiteren finden sich Aufkleber zum Kenntlichmachen der Wachnummern oder anderen Qualifikationen wie Sanitäter („S“) oder Atemschutzgeräteträger („A“) vorne mittig.

Alternativ zu den beiden genannten werden in manchen Bundesländern für Einsatzkräfte mit der Ausbildung SAN-B oder höher auch blaue Punkte oder Dreiecke und für Atemschutzgeräteträger ein roter Punkt verwendet, welche bei den klassischen DIN-Helmen meist seitlich oberhalb des silbernen Reflexstreifens angebracht werden.

##### Sonstige Kennzeichnungen
| Kennzeichnung | Freiwillige Feuerwehr                                     | Berufsfeuerwehr                                                      | Beispielbild |
| ------------- | --------------------------------------------------------- | -------------------------------------------------------------------- | ------------ |
|               | Sanitäter in der Feuerwehr (nicht in allen Bundesländern) | nicht vorhanden, da Pflichtausbildung (nicht in allen Bundesländern) |              |
|               | Atemschutzgeräteträger                                    | Atemschutzgeräteträger ++                                            |              |
|               | Atemschutzgeräteträger                                    | Atemschutzgeräteträger ++                                            |              |

Anmerkungen

#### Bayern
Quelle

##### Freiwillige Feuerwehr
| Helmkennzeichnung | Qualifikation                    | Kennzeichnung                  |
| ----------------- | -------------------------------- | ------------------------------ |
|                   | Gruppenführerin, Gruppenführer   | 1 Band schwarz, Breite 10 mm   |
|                   | Zugführerin, Zugführer           | 1 Band schwarz, Breite 20 mm   |
|                   | Verbandsführerin, Verbandsführer | 1 Band reflexrot, Breite 10 mm |

##### Berufsfeuerwehr
| Helmkennzeichnung | Qualifikation | Kennzeichnung                                                      |
| ----------------- | --- | ------------------------------------------------------------------ |
|                   | Gruppenführerin bzw. Gruppenführer B III oder Lehrgang Gruppenführer im Einsatzdienst | 1 Band (10 mm, schwarz)                                            |
|                   | Zugführerin bzw. Zugführer B IV Teil 1 Lehrgang | 1 Band (20 mm, schwarz)                                            |
|                   | Führungsdienst 3. QE / Verbandsführerin bzw. Verbandsführer B IV Teil 2 Lehrgang | 1 Band (10 mm, reflexrot)                                          |
|                   | Führungsdienst 4. QE / Verbandsführerin bzw. Verbandsführer abgeschlossene Laufbahnausbildung für die 4. QE | 1 Band (20 mm, reflexrot)                                          |
|                   | Dienststellenleiterinnen und Dienststellenleiter einer Berufsfeuerwehr oder einer ständig besetzten Wache, Leiterinnen und Leiter einer Feuerwehrschule und Sachgebietsleiterinnen und Sachgebietsleiter im Staatsministerium des Innern, für Sport und Integration tragen jeweils zwei Helmbänder entsprechend ihrer Qualifikation. | Unteres Band mittig auf Reflexstreifen, zweites Band 10 mm darüber |

##### Kennzeichnung der Funktionsträger
| Helmkennzeichnung | Kennzeichnung                                                                |
| ----------------- | ---------------------------------------------------------------------------- |
|                   | 1 × schwarz für stellvertretende Kommandantin, stellvertretender Kommandant  |
|                   | 1 × rot für Kommandantin, Kommandant                                         |
|                   | 2 × rot für Kreis- und Stadtbrandmeisterin, Kreis- und Stadtbrandmeister     |
|                   | 3 × rot für Kreis- und Stadtbrandinspektorin, Kreis- und Stadtbrandinspektor |
|                   | 4 × rot für Kreis- und Stadtbrandrätin, Kreis- und Stadtbrandrat             |

### Helmkennzeichnung im deutschen Rettungsdienst und Katastrophenschutz
Wie bei der Feuerwehr, zeigen die Helmkennzeichnungen auch beim Rettungsdienst nur den Ausbildungsstand, nicht aber die aktuelle Funktion. Diese Kennzeichnung wird im Einsatz ebenfalls mittels verschiedenfarbigen Kennzeichnungswesten durchgeführt.
| Kennzeichnung | Deutsches Rotes Kreuz | Sanitäts-, Betreuungs- und Verpflegungsdienst Rheinland-Pfalz |
| ------------- | --- | ------------------------------------------------------------- |
|               | - Rettungssanitäter (Hessen) | - Rettungssanitäter (Hessen)                                  |
|               | - Notfallsanitäter (Hessen) | - Notfallsanitäter (Hessen)                                   |
|               | - Truppführer | - nicht vorhanden                                             |
|               | - Gruppenführer | - Gruppenführer einer SEG-S, SEG-B oder SEG-V                 |
|               | - Zugführer | - Führer einer Einsatzeinheit (Zugführer)                     |
|               | - Bereitschaftsleitung - Verbandsführer (Baden-Württemberg) - eingesetzter Verbandsführer (Hessen) - Organisatorischer Leiter (Baden-Württemberg, Hessen) | - Leitender Notarzt - Organisatorischer Leiter                |
|               | - Verbandsführer (nur Saarland) - Kreisbereitschaftsleitung                                                                                               | - nicht vorhanden                                             |

- Anmerkung zu Rheinland-Pfalz: Eine Helmkennzeichnung ist ausschließlich Führungskräften vorbehalten, die über die Führungsausbildung verfügen und denen diese Funktion übertragen worden ist.

Zur Kennzeichnung im Katastrophenschutz werden in erster Linie das Rote Kreuz auf weißem Grund zur Kennzeichnung von Sanitätskräften sowie das blaue Dreieck auf orangefarbenem Grund zur Kennzeichnung von technischen Hilfskräften (Brandschutz, Technische Hilfeleistung, Bergung etc.) verwendet. Beide Zeichen sind jedoch internationale Schutzzeichen und dürfen nur von denen durch die Genfer Konventionen dazu berechtigten Organisationen und Einrichtungen verwendet werden. Zusätzlich zu einem dieser beiden Zeichen können noch die Qualifikations- oder Funktions-Kennzeichnungen der jeweiligen Organisation am Helm angebracht werden.

Internationales Rot-Kreuz-Schutzzeichen
Internationales Zivilschutzzeichen

### Helmkennzeichnung bei der Bereitschaftspolizei
Bei der Polizei erfolgt die Kennzeichnung am Einsatzhelm i. A. nur bei Einsatzhundertschaften (geschlossenen Verbänden/Einheiten) der Bereitschaftspolizei. Hier wird mit zwei waagrechten Punkten ein Gruppenführer, mit drei Punkten ein Zugführer gekennzeichnet. Diese Zeichen entsprechen den Größenordnungszeichen der PDV 102 „Taktische Zeichen“.

## Situation in Österreich
Bei den österreichischen Feuerwehren ist grundsätzlich keine Kennzeichnung der Helme vorgesehen. Lediglich der Einsatzleiter kann einen roten Helm tragen. Bei vielen kleineren Wehren ist dieser sogenannte Einsatzleiterhelm gar nicht vorhanden. Bei größeren Einsätzen können auch die Leiter eines Teils des Einsatzes (z. B. Leiter des Atemschutzes usw.) diesen Helm tragen.
Es gibt in den meisten Bundesländern nur eine Rang Bezeichnung. Rot auf den Helm bedeutet Mannschaft, Silber ist den höheren Dienstgraden zugeordnet und Gold trägt nur der Kommandant und sein Stellvertreter. 

## Situation in den Niederlanden
Auch die Niederländische „Brandweer“ benutzt rote Streifen am Helm um den Ausbildungsstatus des Trägers kenntlich zu machen.
| Kennzeichnung | Funktion |
| ------------- | --- |
|               | ein dünner roter Streifen „Bevelvoerder“ – (dt. Befehlsführer) Führer eines Löschfahrzeuges, entspricht dem Gruppenführer |
|               | zwei dünne rote Streifen „Officier van Dienst“ – (dt. „Offizier vom Dienst“)                                              |
|               | drei rote Streifen „Hoofd Officier van Dienst“ – (dt. „Hauptoffizier vom Dienst“)                                         |
|               | ein breiter roter Streifen „Commandant“ – (dt. Kommandant)                                                                |
|               | ein dünner und ein breiter roter Streifen „Regionaal Commandant“ – (dt. „Regionalkommandant“)                             |

## Situation in der Schweiz
In der Schweiz gibt es keine Helmkennzeichnung, die eine allgemeine Qualifikation oder eine Funktion in der Feuerwehr ausweisen. Die Dienstgrade der Feuerwehr in der Schweiz und damit auch die mögliche Funktion im Einsatz werden über Rangabzeichen an der Brandschutzbekleidung oder der leichten Einsatzkleidung erkenntlich gemacht. In einzelnen Kantonen oder auch einzelnen Feuerwehren gibt es Richtlinien, mit denen z. B. bestimmte Farben der Brandschutzkleidung oder der Helme grob auf einen Dienstgradbereich geschlossen werden kann. So haben im Kanton Zürich alle Feuerwehrleute eine rote Brandschutzjacke und eine rote Brandschutzhose. Offiziere (ab Leutnant) erhalten eine gelbe Brandschutzjacke und rote Streifen auf dem normalerweise weißen Helm (Art und Ausführung der Streifen ist unterschiedlich, je nach Helmtyp/-hersteller). Dass jemand die Qualifikation hat, bedeutet aber auch hier nicht, dass er die dazugehörige Funktion im Einsatz wahrnimmt, dies wird separat über die Kennzeichnungswesten angezeigt.